# Magniezia africana
Magniezia africana là một loài chân đều trong họ Stenasellidae. Loài này được Monod miêu tả khoa học năm 1945.